# Список кодів КОАТУУ для областей
| Додаток А. Коди та назви областей | Додаток А. Коди та назви областей | Додаток А. Коди та назви областей               |
| №п/п                              | Код                               | Область                                         |
| --------------------------------- | --------------------------------- | ----------------------------------------------- |
| І                                 | 01                                | Автономна Республіка Крим / м. Сімферополь      |
| ІІ                                | 05                                | Вінницька область / м. Вінниця                  |
| ІІІ                               | 07                                | Волинська область / м. Луцьк                    |
| IV                                | 12                                | Дніпропетровська область / м. Дніпро            |
| V                                 | 14                                | Донецька область / м. Донецьк                   |
| VI                                | 18                                | Житомирська область / м. Житомир                |
| VII                               | 21                                | Закарпатська область / м. Ужгород               |
| VIII                              | 23                                | Запорізька область / м. Запоріжжя               |
| IX                                | 26                                | Івано-Франківська область / м. Івано-Франківськ |
| X                                 | 32                                | Київська область / м. Київ                      |
| XI                                | 35                                | Кіровоградська область / м. Кропивницький       |
| XII                               | 44                                | Луганська область / м. Луганськ                 |
| XIII                              | 46                                | Львівська область / м. Львів                    |
| XIV                               | 48                                | Миколаївська область / м. Миколаїв              |
| XV                                | 51                                | Одеська область / м. Одеса                      |
| XVI                               | 53                                | Полтавська область / м. Полтава                 |
| XVII                              | 56                                | Рівненська область / м. Рівне                   |
| XVIII                             | 59                                | Сумська область / м. Суми                       |
| XIX                               | 61                                | Тернопільська область / м. Тернопіль            |
| XX                                | 63                                | Харківська область / м. Харків                  |
| XXI                               | 65                                | Херсонська область / м. Херсон                  |
| XXII                              | 68                                | Хмельницька область / м. Хмельницький           |
| XXIII                             | 71                                | Черкаська область / м. Черкаси                  |
| XXIV                              | 73                                | Чернівецька область / м. Чернівці               |
| XXV                               | 74                                | Чернігівська область / м. Чернігів              |
| XXVI                              | 80                                | Київ                                            |
| XXVII                             | 85                                | Севастополь                                     |